# NGC 237
NGC 237 é uma galáxia espiral barrada (SBc) localizada na direcção da constelação de Cetus. Possui uma declinação de -00° 07' 31" e uma ascensão recta de 0 horas, 43 minutos e 27,9 segundos.
A galáxia NGC 237 foi descoberta em 21 de Novembro de 1886 por Lewis A. Swift.